# André Even
André Even (Pont-l'Évêque, 14 de enero de 1926 - 10 de octubre de 2009) fue un jugador de baloncesto francés. Fue medalla de plata con Francia en los Juegos Olímpicos de Londres 1948.